# Lambda Herculis
λ Herculis (Lambda Herculis, kurz λ Her) ist ein Stern mit einer scheinbaren visuellen Helligkeit von 4,4 mag. Er ist knapp 400 Lichtjahre entfernt und in Richtung des Sternbilds Hercules gelegen.
Der Stern trägt den historischen Eigennamen Maasym, der sich von arabisch معصم (DMG miʿṣam), ‚Handgelenk‘, ableitet.